# Manicottis
Les manicottis (forme plurielle du mot italien manicotto ; < manica , « manche », + la terminaison augmentative, -otto) sont un type de pâtes de la cuisine italo-américaine. Ce sont de gros tubes de pâtes destinés à être farcis et cuits au four. À l'origine, les manicottis italiens étaient préparés avec des crêpes.
La garniture est généralement composée de ricotta mélangée à du persil haché et éventuellement de viande hachée, comme du veau. Cependant, avec des pâtes et une garniture exclusivement à base de viande, on parle de cannellonis. Ils sont servis nappés de sauce tomate.
Les manicottis italo-américains semblent être un mélange de cannellonis dont la coque est faite de pâtes et de manicottis traditionnels, farcis de ricotta plutôt que de viande. L'origine exacte des manicottis est inconnue.